# Resultados do Carnaval do Rio de Janeiro em 1990
Nesta página estão listados os resultados dos concursos de escolas de samba, blocos de empolgação, blocos de enredo, frevos carnavalescos, ranchos carnavalescos e sociedades carnavalescas do carnaval do Rio de Janeiro do ano de 1990. Os desfiles foram realizados entre os dias 24 de fevereiro e 3 de março de 1990.
Mocidade Independente de Padre Miguel conquistou seu terceiro título no carnaval carioca com um desfile sobre a sua própria história. O enredo "Vira, Virou, a Mocidade Chegou" foi desenvolvido pelo então casal de carnavalescos Renato Lage e Lilian Rabello, que foram campeões pela primeira vez na elite do carnaval. Assim como no ano anterior, a Beija-Flor ficou com o vice-campeonato. São Clemente obteve seu melhor resultado, até então, com um desfile em que criticou os rumos do carnaval. Enquanto a Portela obteve o pior resultado de sua história até então. A escola se classificou em décimo lugar. Últimas colocadas, Acadêmicos de Santa Cruz e Unidos do Cabuçu foram rebaixadas para a segunda divisão.
Unidos do Viradouro, de Niterói, foi a campeã da segunda divisão, sendo promovida ao Grupo Especial junto com a vice-campeã, Grande Rio, de Duque de Caxias. Além da Mocidade, Lilian Rabello também foi campeã com a Leão de Nova Iguaçu. A escola venceu a terceira divisão, sendo promovida junto com a vice-campeã, Império da Tijuca. Acadêmicos da Rocinha conquistou o título da quarta divisão com um desfile assinado por Joãosinho Trinta. Após 49 anos de inatividade, a Vizinha Faladeira retornou ao carnaval conquistando o título de campeã do Desfile de Avaliação.
Alegria da Capelinha, Magnatas de Engenheiro Pedreira e Queima de Bangu venceram os grupos dos blocos de empolgação. Flor da Mina do Andaraí, Acadêmicos da Abolição, Gaviões de Jacarepaguá, União da Ilha de Guaratiba, Cometas do Bispo, Tubarão, Mocidade Unida de Vasconcelos, Roda Quem Pode, União da Vila, Balanço do Cocotá e Samba como Pode foram os campeões dos grupos de blocos de enredo. Batutas da Cidade Maravilhosa ganhou a disputa de frevos. Decididos de Quintino foi o campeão dos ranchos. Diplomatas da Tiradentes venceu o concurso das grandes sociedades.

## Escolas de samba

### Grupo Especial
A primeira divisão do carnaval foi renomeada de Grupo 1 para Grupo Especial. Os desfiles foram organizados pela Liga Independente das Escolas de Samba do Rio de Janeiro (LIESA) e realizados a partir das 19 horas dos dias 25 e 26 de fevereiro de 1990, no Sambódromo da Marquês de Sapucaí.
Ordem dos desfiles
Seguindo o regulamento do ano, a campeã de 1989, Imperatriz Leopoldinense, pôde escolher o dia e a posição de desfile, enquanto a vice-campeã de 1989, Beija-Flor, teria que desfilar em dia diferente da campeã, mas poderia escolher a posição. A primeira noite de desfiles foi aberta pela décima quarta colocada do Grupo 1 do ano anterior, Unidos do Cabuçu; seguida da campeã do Grupo 2 do ano anterior, Acadêmicos de Santa Cruz. A segunda noite de desfiles foi aberta pela vice-campeã do Grupo A do ano anterior, Lins Imperial; seguida da décima terceira colocada do Grupo 1 do ano anterior, São Clemente. A posição de desfile das demais escolas foi definida através de sorteio realizado pela LIESA no dia 7 de junho de 1989.
| Domingo (25/02/1990) | Segunda-feira (26/02/1990) |

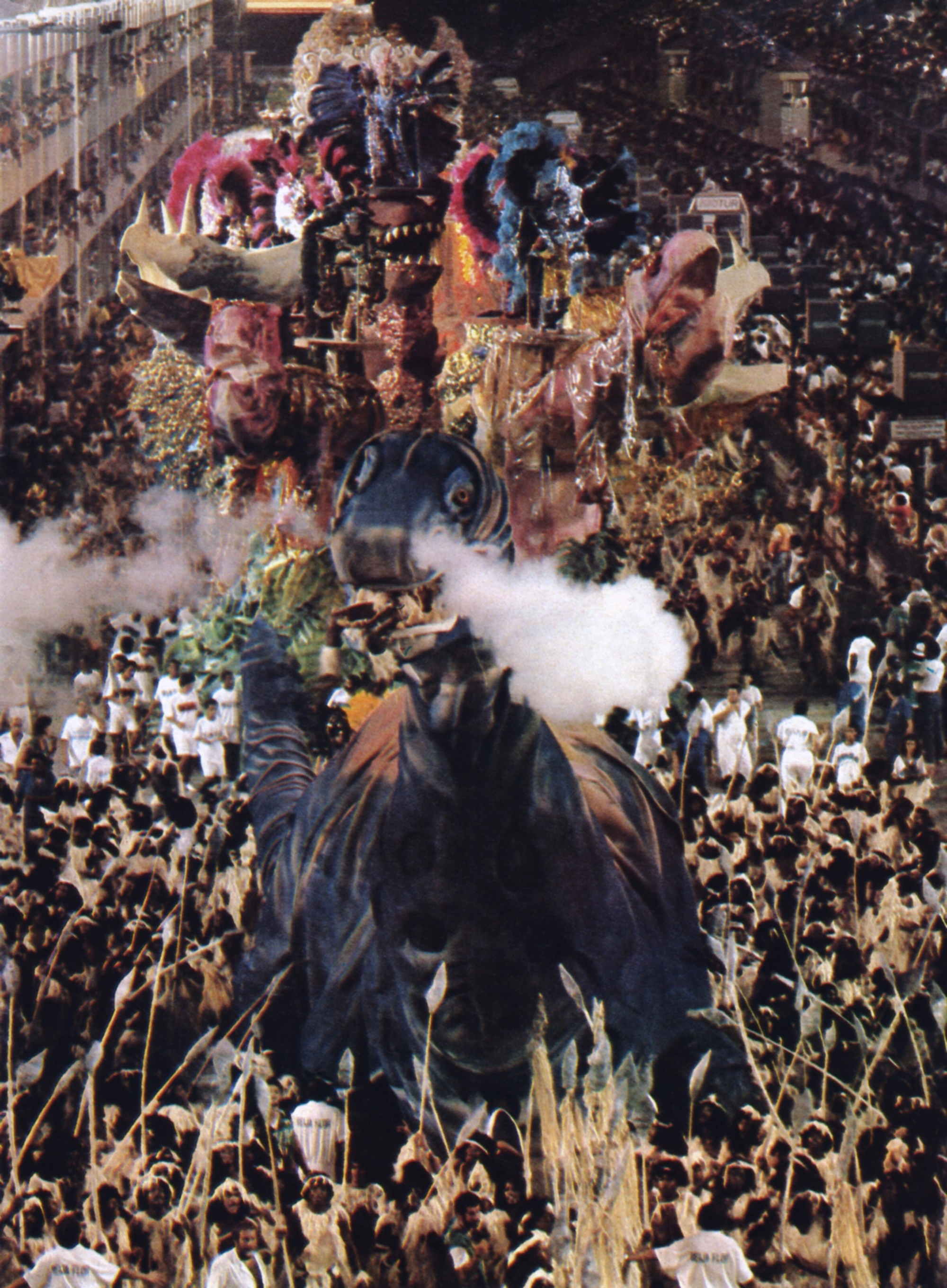
Desfile da Beija Flor em 1990, a escola foi vice-campeã do carnaval carioca.

| 1. Unidos do Cabuçu 2. Acadêmicos de Santa Cruz 3. Caprichosos de Pilares 4. Império Serrano 5. Unidos de Vila Isabel 6. Beija-Flor 7. Acadêmicos do Salgueiro 8. Portela | 1. Lins Imperial 2. São Clemente 3. Estação Primeira de Mangueira 4. Mocidade Independente de Padre Miguel 5. Estácio de Sá 6. Imperatriz Leopoldinense 7. Unidos da Tijuca 8. União da Ilha do Governador |

Quesitos e julgadores
Foram mantidos os dez quesitos de avaliação dos anos anteriores e a mesma quantidade de julgadores.
| Quesitos | Quesitos                     | Julgador 1             | Julgador 2                  | Julgador 3                 |
| -------- | ---------------------------- | ---------------------- | --------------------------- | -------------------------- |
|          | Bateria                      | Cláudio Luiz Matheus   | Luiz Carlos Torquato Neto   | Téo Lima                   |
|          | Samba-Enredo                 | Dulce Tupy             | Eri Galvão                  | Salete Lisboa              |
|          | Harmonia                     | Anselmo Mazzoni        | Joãosinho Athayde           | Rivaldo Santos             |
|          | Evolução                     | Carlos Pousa           | Luiz Eduardo Resende        | Lula Vieira                |
|          | Enredo                       | José Clécio Quesado    | Rogério Fróes               | Sebastião José de Oliveira |
|          | Conjunto                     | Aderbal Freire Filho   | Mário Cardoso               | Ricardo Rizzo              |
|          | Alegorias e Adereços         | Maurício Salgueiro     | Paulo Coelho                | Sara Candal                |
|          | Fantasias                    | Catarina Guedes        | Mauro Rosas                 | Suely Stambovsky           |
|          | Comissão de Frente           | Maria Eliza Manzolillo | Orlando Miranda de Carvalho | Raphael David dos Santos   |
|          | Mestre-Sala e Porta-Bandeira | Beatriz Ribeiro Badejo | Carlos Wilson               | Marly Leal                 |

#### Classificação
Com nota máxima em todos os quesitos, a Mocidade Independente de Padre Miguel sagrou-se a campeã, conquistando seu terceiro título no carnaval do Rio. O campeonato anterior da escola foi conquistado cinco anos antes, em 1985. Quarta escola da segunda noite, a Mocidade realizou um desfile sobre a própria história. O enredo "Vira, Virou, a Mocidade Chegou" foi desenvolvido por Renato Lage e Lilian Rabello, que foram campeões pela primeira vez na elite do carnaval. Também foi o primeiro ano dos carnavalescos na Mocidade. O desfile contou a história da agremiação dividida por décadas; relembrou os desfiles marcantes da escola; e homenageou os grandes nomes da Mocidade como Mestre André, Arlindo Rodrigues, Fernando Pinto e Ney Vianna. Durante o desfile, a escola foi saudada pelo público com gritos de "é campeã".
Beija-Flor e Acadêmicos do Salgueiro empataram em pontos totais. O desempate, no quesito Harmonia, deu à escola de Nilópolis o vice-campeonato. O enredo "Todo Mundo Nasceu Nu", do carnavalesco Joãosinho Trinta, foi inspirado no regulamento da LIESA que proibiu a "genitália desnuda" a partir do carnaval daquele ano. Ainda assim, o humorista Jorge Lafond desfilou nu, com os órgãos genitais cobertos por uma malha transparente, o que resultou, para o ano seguinte, na proibição da "genitália decorada". O desfile da Beija-Flor abordou a evolução da civilização e lembrou que todos nascem pelados. Terceiro colocado, o Salgueiro realizou um desfile sobre as histórias e as lendas do Rei Carlos Magno e seus cavaleiros, denominados "os doze pares da França". As histórias do Rei influenciaram a origem de festejos folclóricos populares como a congada, a cavalhada e a folia de reis. Campeã do ano anterior, a Imperatriz Leopoldinense ficou em quarto lugar com uma apresentação sobre as riquezas do Brasil. Estácio de Sá conquistou a última vaga do Desfile das Campeãs. Com um desfile sobre a expedição do cônsul-geral da Rússia, o Barão de Langsdorff, feita no século XIX no Brasil, escola se classificou em quinto lugar.
São Clemente obteve a melhor colocação de sua história até então. O desfile da escola criticou abertamente os rumos do carnaval, cada vez mais caro e mais profissionalizado. A agremiação chegou a liderar a apuração em determinado momento, mas terminou classificada na sexta colocação. União da Ilha do Governador ficou em sétimo lugar com uma apresentação em homenagem ao carnavalesco Joãosinho Trinta, que desfilou na última alegoria da escola. Com um desfile sobre Sinhá Olímpia, a Estação Primeira de Mangueira se classificou em oitavo lugar. A quebra de uma alegoria atrasou o final do desfile e a escola ultrapassou o tempo máximo de apresentação em quatro minutos. Unidos da Tijuca e Portela empataram em pontos totais. O desempate, no quesito Samba-Enredo, deu à Tijuca a nona colocação. A escola realizou uma apresentação sobre Portugal e sua influência no Brasil. A Portela obteve o pior resultado de sua história até então. Décima colocada, a escola realizou um desfile sobre as manifestações populares brasileiras e o folclore nacional. Império Serrano ficou em décimo primeiro lugar com uma apresentação sobre a busca de ouro no Brasil na época colonial. Com um desfile crítico-social, pedindo a Reforma Agrária no Brasil, a Unidos de Vila Isabel se classificou em décimo segundo lugar. Com problemas para manobrar seus carros na dispersão, a escola ultrapassou o tempo máximo de desfile, deixando de ganhar os dez pontos de bonificação (cinco em cronometragem e cinco em dispersão). Caprichosos de Pilares foi a décima terceira colocada com uma apresentação sobre a boca. De volta a primeira divisão, de onde estava afastada fazia treze anos, desde 1976, a Lins Imperial conseguiu se manter na elite do carnaval. Vice-campeã do Grupo 2 do ano anterior, a Lins obteve a décima quarta colocação com um desfile sobre Madame Satã.
Recém promovida ao Grupo Especial, após vencer o Grupo 2 do ano anterior, Acadêmicos de Santa Cruz foi rebaixada de volta para a segunda divisão. Penúltima colocada, a escola realizou um desfile sobre o semanário brasileiro O Pasquim. Após seis carnavais consecutivos na elite do carnaval carioca, a Unidos do Cabuçu foi rebaixada para a segunda divisão. Última colocada, a escola realizou um desfile satirizando os problemas enfrentados pelos brasileiros na época.
| Legenda: Desfile das Campeãs Rebaixadas para o Grupo 1 |

| Col. | Escola                                | Enredo                                     | Carnavalesco(a)                     | Pontos | Desempate         |
| ---- | ------------------------------------- | ------------------------------------------ | ----------------------------------- | ------ | ----------------- |
| 1    | Mocidade Independente de Padre Miguel | Vira, Virou, a Mocidade Chegou             | Renato Lage e Lilian Rabello        | 565    | -                 |
| 2    | Beija-Flor                            | Todo Mundo Nasceu Nu                       | Joãosinho Trinta                    | 564    | Harmonia (20 pts) |
| 3    | Acadêmicos do Salgueiro               | Sou Amigo do Rei                           | Rosa Magalhães                      | 564    | Harmonia (19 pts) |
| 4    | Imperatriz Leopoldinense              | Terra Brasilis, o Que Se Plantou Deu       | Max Lopes                           | 562    | -                 |
| 5    | Estácio de Sá                         | Langsdorff, Delírio na Sapucaí             | Mário Monteiro                      | 561    | -                 |
| 6    | São Clemente                          | E o Samba Sambou                           | Carlinhos Andrade e Roberto Costa   | 559    | -                 |
| 7    | União da Ilha do Governador           | Sonhar com Rei Dá João                     | Ney Ayan                            | 551    | -                 |
| 8    | Estação Primeira de Mangueira         | E Deu a Louca no Barroco                   | Ernesto Nascimento e Fábio Borges   | 550    | -                 |
| 9    | Unidos da Tijuca                      | E o Borel Descobriu... Navegar Foi Preciso | Luiz Fernando Reis e Flávio Tavares | 546    | Samba (20 pts)    |
| 10   | Portela                               | É de Ouro e Prata Esse Chão                | Sílvio Cunha                        | 546    | Samba (19 pts)    |
| 11   | Império Serrano                       | História da Nossa História                 | Gil Ricon                           | 540    | -                 |
| 12   | Unidos de Vila Isabel                 | Se Esta Terra, Se Esta Terra Fosse Minha   | Ilvamar Magalhães                   | 529    | -                 |
| 13   | Caprichosos de Pilares                | Com a Boca no Mundo                        | Alexandre Louzada                   | 518    | -                 |
| 14   | Lins Imperial                         | Madame Satã                                | Sérgio Faria                        | 513    | -                 |
| 15   | Acadêmicos de Santa Cruz              | Os Heróis da Resistência                   | José Felix                          | 507    | -                 |
| 16   | Unidos do Cabuçu                      | Será que Votei Certo para Presidente?      | Beto Sol                            | 473    | -                 |

### Grupo 1

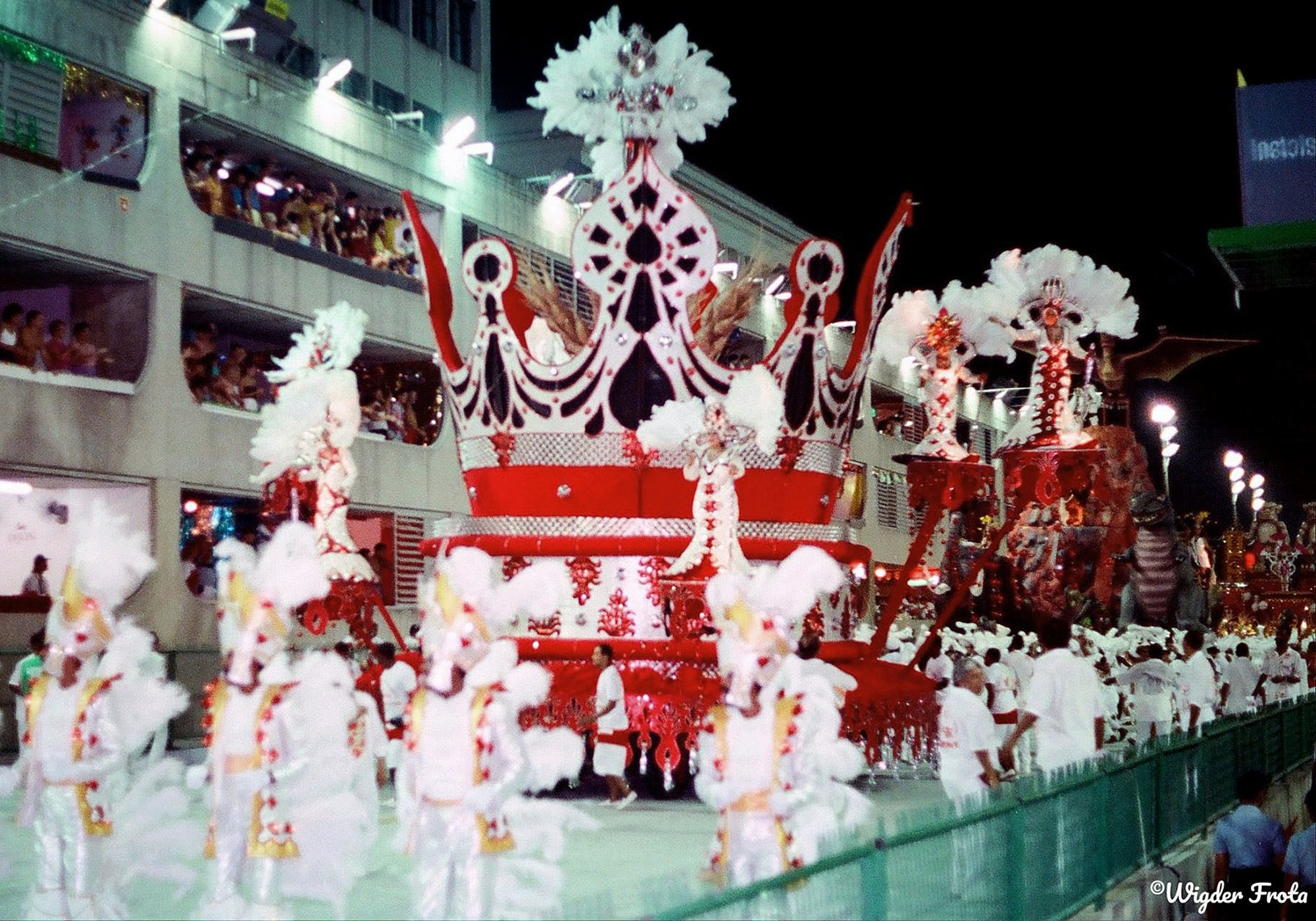
Imagem do desfile da Unidos do Viradouro em 1990. Escola foi a campeã do Grupo 1.

A segunda divisão do carnaval foi renomeada para Grupo 1. O desfile foi organizado pela Associação das Escolas de Samba da Cidade do Rio de Janeiro (AESCRJ) e realizado entre as 20 horas e 45 minutos do sábado, dia 24 de fevereiro de 1990, e as 9 horas e 30 minutos do dia seguinte, no Sambódromo da Marquês de Sapucaí.
| Ordem dos desfiles |
| 1. Independentes de Cordovil 2. Unidos do Viradouro 3. Tradição 4. Unidos da Ponte 5. Unidos de Lucas 6. Acadêmicos do Grande Rio 7. Unidos do Jacarezinho 8. Arranco 9. Paraíso do Tuiuti 10. Acadêmicos do Engenho da Rainha |

#### Classificação
Unidos do Viradouro foi a campeã, garantindo sua promoção inédita à primeira divisão do carnaval. Vice-campeã, Acadêmicos do Grande Rio também foi promovida ao Grupo Especial pela primeira vez. A escola do município de Duque de Caxias foi fundada dois anos antes. Nenhuma escola foi rebaixada.
| Legenda: Promovidas ao Grupo Especial / Desfile das Campeãs |

| Col. | Escola                          | Enredo                                 | Carnavalesco(a)                     | Pontos |
| ---- | ------------------------------- | -------------------------------------- | ----------------------------------- | ------ |
| 1    | Unidos do Viradouro             | Só Vale o Escrito                      | Max Lopes                           | 226    |
| 2    | Acadêmicos do Grande Rio        | Porque Sou Carioca?                    | Wani Araújo e Fernando Lopes        | 222    |
| 3    | Unidos da Ponte                 | Robauto, Uma Ova                       | Antônio Carlos e Alexandre Louzada  | 214    |
| 4    | Tradição                        | A Coroação                             | Jorge Luiz Vilela                   | 213    |
| 5    | Unidos do Jacarezinho           | Jurupari, a Voz da Mata                | Oswaldo Jardim                      | 207    |
| 6    | Acadêmicos do Engenho da Rainha | Dan, a Serpente Encantada do Arco-Íris | Ricardo Ayres e Carlinhos D'Andrade | 204    |
| 7    | Arranco                         | Do Leite de Cabra ao Silicone          | Milton Siqueira e Sérgio Faria      | 201    |
| 8    | Unidos de Lucas                 | O Magnífico Niemeyer                   | Luiz Orlando Baptista e José Leal   | 199    |
| 9    | Paraíso do Tuiuti               | Eneida, o Pierrô Está de Volta         | Júlio Mattos                        | 188    |
| 10   | Independentes de Cordovil       | Cantares ao Meu Povo, Solano Trindade  | Paulo César Cardoso                 | 184    |

### Grupo 2
A terceira divisão do carnaval foi renomeada para Grupo 2. O desfile foi organizado pela AESCRJ e realizado a partir da noite da terça-feira, dia 27 de fevereiro de 1990, na Avenida Rio Branco.
| Ordem dos desfiles |
| 1. Acadêmicos do Cubango 2. Arrastão de Cascadura 3. Em Cima da Hora 4. Império da Tijuca 5. Leão de Nova Iguaçu 6. Mocidade Unida de Jacarepaguá 7. Tupy de Brás de Pina 8. União de Jacarepaguá 9. União de Rocha Miranda 10. União de Vaz Lobo 11. Unidos da Vila Santa Tereza 12. Unidos de Manguinhos |

#### Classificação
Leão de Nova Iguaçu foi a campeã, garantindo sua promoção inédita à segunda divisão. A escola apresentou o enredo "O Leão Falou, Abre o Jogo, Doutor", assinado pela carnavalesca Lilian Rabello, que também foi campeã no Grupo Especial. Vice-campeão, o Império da Tijuca também foi promovido à segunda divisão, de onde foi rebaixado no ano anterior.
| Legenda: Promovidas ao Grupo 1 |

| Col. | Escola                        | Enredo                                                | Carnavalesco(a)                                        | Pontos |
| ---- | ----------------------------- | ----------------------------------------------------- | ------------------------------------------------------ | ------ |
| 1    | Leão de Nova Iguaçu           | O Leão Falou, Abre o Jogo, Doutor                     | Lilian Rabello                                         | 230    |
| 2    | Império da Tijuca             | Na Terra do Pau-Brasil, Só Mico Dourado Deu           | Chico Aguiar e Cláudio Souza                           | 213    |
| 3    | Arrastão de Cascadura         | Ecologiando do Oiapoque ao Chuí                       | Joãozinho de Deus                                      | 205    |
| 4    | Acadêmicos do Cubango         | O Místico José Ferreira                               | Paulo Roberto Costa                                    | 203    |
| 5    | Em Cima da Hora               | Saudades do Rio                                       | Júlio Mattos                                           | 201    |
| 6    | Mocidade Unida de Jacarepaguá | Refavela                                              | Oscar Alcantara, Eduardo Vilarin e Pablo das Oliveiras | 201    |
| 7    | Tupy de Brás de Pina          | Saudade, Hoje Vou Batucar                             | Jairo de Souza                                         | 195    |
| 8    | Unidos da Vila Santa Tereza   | A Beleza da Vila, com Paulinho da Viola, a Poesia     | Marcio Dorion                                          | 194    |
| 9    | União de Rocha Miranda        | Mamãe, Eu Quero Fernando Pinto, Ziriguidum e Carnaval | Sergio Caput                                           | 183    |
| 10   | União de Vaz Lobo             | Guaraná, Guarani                                      | Jorge Bithencourt                                      | 180    |
| 11   | Unidos de Manguinhos          | Minha Terra Tem Palmeiras Onde Cantava o Sabiá        | Walter Miguel da Silva (Walter 40)                     | 180    |
| 12   | União de Jacarepaguá          | Dai a Chico o que É de Chico                          | Luiz Carlos de Oliveira e Alberto Lessa                | 161    |

### Grupo 3
A quarta divisão do carnaval foi renomeada para Grupo 3. O desfile foi organizado pela AESCRJ e realizado a partir da noite do domingo, dia 25 de fevereiro de 1990, na Avenida Rio Branco.
| Ordem dos desfiles |
| 1. Acadêmicos da Rocinha 2. Boêmios de Inhaúma 3. Difícil É o Nome 4. Foliões de Botafogo 5. Império do Marangá 6. Unidos de Bangu 7. Unidos do Campinho 8. Unidos de Nilópolis 9. Unidos do Uraiti |

#### Classificação
Acadêmicos da Rocinha foi a campeã, garantindo sua promoção inédita à terceira divisão. Foi o segundo carnaval da escola e o segundo título conquistado. Vice-campeã, Unidos de Campinho também foi promovida à terceira divisão.
| Legenda: Promovidas ao Grupo 2 |

| Col. | Escola                | Enredo                                 | Carnavalesco(a)                            | Pontos |
| ---- | --------------------- | -------------------------------------- | ------------------------------------------ | ------ |
| 1    | Acadêmicos da Rocinha | Um Coração Chamado Brasil              | Joãosinho Trinta                           | 225    |
| 2    | Unidos de Campinho    | Histórias do Arco da Velha             | Sérgio Kautzmann                           | 198    |
| 3    | Difícil É o Nome      | Tua Glória É Lutar, Flamengo, Flamengo | Fernando Alvarez e Joãozinho de Deus       | 191    |
| 4    | Império do Marangá    | Clementina, Uma Rainha Negra           | Clóvis Bornay, John Rubem e Mário Borrielo | 170    |
| 5    | Boêmios de Inhaúma    | Beth Carvalho, a Alma do Brasil        | Luiz Carlos do Valle                       | 165    |
| 6    | Foliões de Botafogo   | A Volta por Cima                       | Edmílson Rocha                             | 154    |
| 7    | Unidos de Bangu       | O Encanto da Vida É Recordar           | Marco Machado e Guilherme de Andrade       | 152    |
| 8    | Unidos de Nilópolis   | Com que Roupa Eu Vou                   | Departamento de Carnaval                   | 151    |
| 9    | Unidos do Uraiti      | Coisas do Rio                          | Antonio Ananias                            | 137    |

### Desfile de Avaliação
O desfile do Grupo de Avaliação (quinta divisão) foi organizado pela AESCRJ e realizado a partir da noite do sábado, dia 24 de fevereiro de 1990, na Avenida Rio Branco.
| Ordem dos desfiles |
| 1. Boi da Ilha do Governador 2. Canários das Laranjeiras 3. Imperial de Nova Iguaçu 4. Mocidade de Vicente de Carvalho 5. União de Campo Grande 6. Unidos de Cosmos 7. Unidos da Vila Kennedy 8. Vizinha Faladeira |

#### Classificação
Após 49 anos de inatividade, a Vizinha Faladeira retornou ao carnaval conquistando o título de campeã do Desfile de Avaliação. A escola realizou um desfile em homenagem a cantora Clara Nunes, morta em 1983. Vizinha e a vice-campeã, Unidos da Vila Kennedy, foram promovidas ao Grupo 3. As escolas Acadêmicos do Cachambi e Unidos de Padre Miguel não se apresentaram para o desfile.
| Legenda: Promovidas ao Grupo 3 |

| Col. | Escola                          | Enredo                                   | Carnavalesco(a)        | Pontos |
| ---- | ------------------------------- | ---------------------------------------- | ---------------------- | ------ |
| 1    | Vizinha Faladeira               | Clara Nunes, o Canto de Um Povo          | Jorge Nova             | 97     |
| 2    | Unidos da Vila Kennedy          | Rua da Carioca                           | Edson Siqueira         | 92     |
| 3    | Boi da Ilha do Governador       | Dê Asas à Imaginação                     | Luiz Carlos dos Santos | 91     |
| 4    | Canários das Laranjeiras        | Máscaras                                 | Armando Martins        | 91     |
| 5    | Mocidade de Vicente de Carvalho | Obrigado Madrinha, Valeu Padrinho        | Jorge Branco           | 75     |
| 6    | União de Campo Grande           | Flor, Uma Festa de Amor                  | Ney Ayala              | 75     |
| 7    | Unidos de Cosmos                | Alegria, Alegria, Carnaval dos Carnavais | Alair Silva            | 73     |
| 8    | Imperial de Morro Agudo         | Do Lendário Arco-Íris ao Oxumarê         | Comissão de Carnaval   | 66     |

### Desfile das Campeãs
O Desfile das Campeãs teve início pouco depois das 18 horas do sábado, dia 3 de março de 1990, no Sambódromo da Marquês de Sapucaí. Última escola a desfilar, a Mocidade iniciou sua apresentação às 6 horas e 15 minutos da manhã de domingo e encerrou seu desfile sendo seguida pelo público presente no Sambódromo.
| Ordem dos desfiles |
| 1. Aprendizes do Salgueiro 2. Flor da Mina do Andaraí 3. Acadêmicos do Grande Rio 4. Unidos do Viradouro 5. Estácio de Sá 6. Imperatriz Leopoldinense 7. Acadêmicos do Salgueiro 8. Beija-Flor 9. Mocidade Independente de Padre Miguel |

## Blocos de empolgação
Os desfiles dos blocos de empolgação foram organizados pela Federação dos Blocos Carnavalescos do Estado do Rio de Janeiro (FBCERJ).

### Grupo A-1
Alegria da Capelinha foi o campeão. Últimos colocados, Tigre de Bonsucesso, Pena Vermelha de Madureira e Sineta do Engenho Novo foram rebaixados para o Grupo A-2.
| Legenda: Campeão Rebaixados para o Grupo A-2 |

| Col. | Bloco                      |
| ---- | -------------------------- |
| 1    | Alegria da Capelinha       |
| 2    | Mocidade da Mallet         |
| 3    | Grilo de Bangu             |
| 4    | Bacanas da Piedade         |
| 5    | Balanço da Mangueira       |
| 6    | Caracol de Copacabana      |
| 7    | Escovão da Riachuello      |
| 8    | Tigre de Bonsucesso        |
| 9    | Pena Vermelha de Madureira |
| 10   | Sineta do Engenho Novo     |

### Grupo A-2
Magnatas de Engenheiro Pedreira foi o campeão, sendo promovido ao Grupo A-1 junto com Unidos de Realengo e Unidos do Mendanha.
| Legenda: Promovidos ao Grupo A-1 |

| Col. | Bloco                           |
| ---- | ------------------------------- |
| 1    | Magnatas de Engenheiro Pedreira |
| 2    | Unidos de Realengo              |
| 3    | Unidos do Mendanha              |
| 4    | Urubu Cheiroso                  |
| 5    | Caciquinho de Inhoaíba          |
| 6    | Vai Quem Quer                   |
| 7    | Trem da Alegria                 |
| 8    | Pulo da Onça                    |
| 9    | Unidos de Oswaldo Cruz          |

### Grupo A-3
Queima de Bangu foi o campeão, sendo promovido ao Grupo A-2 junto com Serena de Brás de Pina e Me Engana Que Eu Gosto.
| Legenda: Promovidos ao Grupo A-2 |

| Col. | Bloco                  |
| ---- | ---------------------- |
| 1    | Queima de Bangu        |
| 2    | Serena de Brás de Pina |
| 3    | Me Engana Que Eu Gosto |

## Blocos de enredo
Os desfiles dos blocos de enredo foram organizados pela FBCERJ.

### Grupo 1
Flor da Mina do Andaraí foi o campeão. Últimos colocados, Cem de Nilópolis, Boêmio da Vila Aliança e Bloco do China foram rebaixados para o Grupo 2.
| Legenda: Desfile das Campeãs Rebaixados para o Grupo 2 |

| Col. | Bloco                         | Enredo                                  |
| ---- | ----------------------------- | --------------------------------------- |
| 1    | Flor da Mina do Andaraí       | A Benção Mãe África                     |
| 2    | Unidos do Cantagalo           | História de um Amor Maior               |
| 3    | Unidos de São Cristóvão       | Luiz Gonzaga de Ouro                    |
| 4    | Bafo de Bode                  | As Sete Maravilhas do Rio de Janeiro    |
| 5    | Mocidade de Guararapes        | O Mundo do Faz de Conta                 |
| 6    | Corações Unidos de Bonsucesso | Explode Coração                         |
| 7    | Unidos do Cabral              | A Fantástica Elba Ramalho               |
| 8    | Cem de Nilópolis              | Amores Eternos, Amores na Folia de Momo |
| 9    | Boêmio da Vila Aliança        | Carnaval no Rio                         |
| 10   | Bloco do China                | Noel, um Anjo que veio do Céu           |

### Grupo 2
Acadêmicos da Abolição foi o campeão, sendo promovido ao Grupo 1 junto com Mocidade Independente de Inhaúma e Arrastão de São João.
| Legenda: Promovidos ao Grupo 1 Rebaixados para o Grupo 3 |

| Col. | Bloco                            |
| ---- | -------------------------------- |
| 1    | Acadêmicos da Abolição           |
| 2    | Mocidade Independente de Inhaúma |
| 3    | Arrastão de São João             |
| 4    | Namorar Eu Sei                   |
| 5    | Xuxu                             |
| 6    | Unidos da Villa Rica             |
| 7    | Força Jovem do Horto             |
| 8    | Sai como Pode                    |
| 9    | Garrafal                         |

### Grupo 3
Gaviões de Jacarepaguá e União da Ilha de Guaratiba foram os campeões, sendo promovidos ao Grupo 2 junto com Unidos do Anil e Mataram Meu Gato.
| Legenda: Promovidos ao Grupo 2 Rebaixados para o Grupo 4 |

| Col. | Bloco                          |
| ---- | ------------------------------ |
| 1    | Gaviões de Jacarepaguá         |
| 1    | União da Ilha de Guaratiba     |
| 2    | Unidos do Anil                 |
| 3    | Mataram Meu Gato               |
| 4    | Unidos da Fronteira            |
| 5    | Unidos do Parque da Felicidade |
| 6    | Passa a Régua de Bangu         |
| 7    | Unidos de São Brás             |
| 8    | Bafo do Leão                   |
| 9    | Mocidade de São Matheus        |
| 10   | Embaixadores da Paulo Ramos    |
| 11   | Coroado de Jacarepaguá         |

### Grupo 4
Cometas do Bispo foi o campeão, sendo promovido ao Grupo 2.
| Legenda: Promovido ao Grupo 2 Promovidos ao Grupo 3 Rebaixados para o Grupo 5 |

| Col. | Bloco                    | Enredo                                      |
| ---- | ------------------------ | ------------------------------------------- |
| 1    | Cometas do Bispo         | Maria Helena: A Rainha das Portas-Bandeiras |
| 2    | Infantes da Piedade      | *                                           |
| 3    | Arame de Ricardo         | *                                           |
| 4    | Unidos da Curtição       | *                                           |
| 5    | Aventureiros do Leme     | *                                           |
| 6    | Embalo do Morro do Urubu | *                                           |
| 7    | Embalo do Catete         | *                                           |
| 8    | Dragão de Nilópolis      | *                                           |
| 9    | Dragão de Camará         | *                                           |
| 10   | Mocidade do Lins         | *                                           |

### Grupo 5
Tubarão foi o campeão, sendo promovido ao Grupo 3.
| Legenda: Promovido ao Grupo 3 Promovidos ao Grupo 4 Rebaixados para o Grupo 6 |

| Col. | Bloco                | Enredo    |
| ---- | -------------------- | --------- |
| 1    | Tubarão              | *         |
| 2    | Rosa de Ouro         | *         |
| 3    | Império do Gramacho  | *         |
| 4    | Coração de Éden      | *         |
| 5    | Solta o Bicho        | *         |
| 6    | Surpresa de Realengo | *         |
| 7    | Bloco do Barriga     | O Domador |
| 8    | Boca na Garrafa      | *         |

### Grupo 6
Mocidade Unida de Vasconcelos foi o campeão, sendo promovido ao Grupo 3.
| Legenda: Promovido ao Grupo 3 Promovidos ao Grupo 5 Rebaixado para o Grupo 8 |

| Col. | Bloco                         |
| ---- | ----------------------------- |
| 1    | Mocidade Unida de Vasconcelos |
| 2    | Unidos do Leblon              |
| 3    | Azul e Branco                 |
| 4    | Imperatriz Iguaçuana          |
| 5    | Imperial de Lucas             |
| 6    | Unidos da Laureano            |
| 7    | Novo Horizonte                |

### Grupo 7
Roda Quem Pode foi o campeão, sendo promovido ao Grupo 4.
| Legenda: Promovido ao Grupo 4 Promovidos ao Grupo 6 Rebaixados para o Grupo 8 |

| Col. | Bloco                          |
| ---- | ------------------------------ |
| 1    | Roda Quem Pode                 |
| 2    | Mimo de Acari                  |
| 3    | Inocentes do Jardim Metrópoles |
| 4    | Estrela de Madureira           |
| 5    | Alegria das Crianças           |
| 6    | Unidos de Edson Passos         |
| 7    | Mocidade de Camaré             |
| 8    | Unidos do Antares              |
| 9    | Caprichosos de Bento Ribeiro   |
| 10   | Paraíso da Alvorada            |

### Grupo 8
União da Vila foi o campeão, sendo promovido ao Grupo 5.
| Legenda: Promovido ao Grupo 5 Promovidos ao Grupo 7 Rebaixados para o Grupo 9 |

| Col. | Bloco                           |
| ---- | ------------------------------- |
| 1    | União da Vila                   |
| 2    | Suspiro do Bairro da Praça Seca |
| 3    | Flor da Vila Tiradentes         |
| 4    | Império da Leopoldina           |
| 5    | Pomba Rolou da Boca do Mato     |
| 6    | Mocidade Peteca da Paraná       |
| 7    | Amizade da Água Branca          |
| 8    | Unidos do Vilar dos Teles       |
| 9    | Mocidade de Santa Margarida     |

### Grupo 9
Balanço do Cocotá foi o campeão, sendo promovido ao Grupo 6.
| Legenda: Promovido ao Grupo 6 Promovidos ao Grupo 7 Promovidos ao Grupo 8 |

| Col. | Bloco                                 |
| ---- | ------------------------------------- |
| 1    | Balanço do Cocotá                     |
| 2    | Acadêmicos da Penha                   |
| 3    | União da Comunidade de Honório Gurgel |
| 4    | Unidos de Urania                      |
| 5    | Pavão da Vila Rosário                 |
| 6    | Três Unidos do Lote XV                |
| 7    | Luar de Prata                         |
| 8    | Coroado de Santa Cruz                 |

### Grupo de Acesso
Samba como Pode foi o campeão, sendo promovido ao Grupo 7.
| Legenda: Promovidos ao Grupo 7 Promovidos ao Grupo 8 |

| Col. | Bloco                   |
| ---- | ----------------------- |
| 1    | Samba como Pode         |
| 2    | Acadêmicos do Juramento |
| 3    | Unidos de São Nicolau   |
| 4    | Acadêmicos de Realengo  |
| 5    | Dragão de Irajá         |

## Frevos carnavalescos
Batutas da Cidade Maravilhosa foi o campeão.

## Ranchos carnavalescos
O desfile dos ranchos foi organizado pela Federação dos Ranchos do Estado do Rio de Janeiro e realizado a partir das 18 horas da terça-feira de carnaval, dia 27 de fevereiro de 1990, na Avenida Rio Branco. O rancho Decididos de Quintino foi campeão.
| Ordem dos desfiles |
| 1. Azulões da Torre 2. Flor da Saudade 3. Aliados de Quintino 4. Decididos de Quintino 5. União dos Caçadores 6. Lira de Vila Isabel 7. Recreio das Flores |

## Sociedades carnavalescas
Diplomatas da Tiradentes foi a campeã.